# Rui Duarte
Rui Sandro Carvalho Duarte, noto semplicemente come Rui Duarte (Lisbona, 11 novembre 1980), è un ex calciatore portoghese, di ruolo difensore.